# Moritz Levin Friedrich von der Schulenburg
Moritz Levin Friedrich von der Schulenburg, seit 1786 Graf von der Schulenburg, (* 2. Januar oder 6. Januar 1774 in Burgscheidungen; † 4. September 1814 in Meisdorf) war sächsischer Kammerherr, Majoratsherr auf Burg- und Kirchscheidungen, Erbherr von Branderode und Netzschkau.

## Leben
Er war der Sohn des 1786 zum Reichsgrafen ernannten kursächsischen Geheimen Rates Levin Friedrich von der Schulenburg (IV.), Majoratsherr auf Burg- und Kirchscheidungen und dessen Ehefrau Mariane Wilhelmine geb. Gräfin von Bose. In erster Ehe heiratete er am 5. Mai 1790 Anna Charlotte Ferdinandine geb. Freiin von der Asseburg zu Meisdorf († 20. Oktober 1805 in Turin). Aus dieser Ehe gingen vier Kinder hervor, von denen nur Levin Friedrich Graf von der Schulenburg (1801–1842) und Anna (1800–1826) den Vater überlebten. Vormund dieser zwei unmündigen Kinder wurde der Bruder des Verstorbenen, der Kammerherr Ludwig August Graf von der Schulenburg. Anna heiratete am 22. Oktober 1817 Ludwig von der Asseburg im Schloss Meisdorf. 
Nach dem Tod seiner ersten Frau heiratete Moritz Levin Friedrich Graf von der Schulenburg am 14. Januar 1807 Gräfin Juliane Charlotte von Bose. Diese Ehe blieb kinderlos.
Moritz Levin Friedrich Graf von der Schulenburg verfügte über einen umfangreichen Gutsbesitz im Kurfürstentum (seit 1806) Königreich Sachsen. Er war Eigentümer des Majoratsguts Burgscheidungen, des altschulenburgischen Anteils am Majoratsgut Kirchscheidungen sowie Eigentümer des Rockhausenschen Mannlehnguts Kirchscheidungen.
In der Kirche von Burgscheidungen befindet sich eine Gedenkplatte mit folgender Inschrift:
Hier ruht Herr Moritz Levin Graf v.d. Schulenburg auf Burgscheidungen, Kirchscheidungen, Branderoda und Netzschkau, königl. Sächs. Kammerherr u. Ritter des St. Johanniterordens. Er war geboren zu Dresden am 2. Januar 1774 und starb zu Meisdorf am 4. Sept. 1814. Trauernd stehen an seinem Grabe dessen 2. Gattin Charlotte geborene Gräfin v. Bose und 2 in 1. Ehe mit Anna Charlotte Ferdinande geborene Freiin v.d. Asseburg  erzeugte Kinder Anna und Friedrich v.d. Schulenburg. Das höchste irdische Glück u. der Kelch der bittersten Leiden reiften frühe seinen Geist u. sein von Liebe gegen die Seinigen erfülltes Herz u. tausend Segenswünsche seiner Angehörigen und derer denen er Wohltäter ward folgen ihm nach in die Räume der Seligen.